# Johan Lindholm
Johan Peter Lindholm, precedentemente noto come Johan Peter Bergström (18 marzo 1988), è un allenatore di calcio ed ex calciatore svedese, di ruolo difensore, tecnico dell'Halmstad.

## Carriera

### Giocatore
Cresciuto a Hofors, Lindholm (all'epoca noto con il cognome Bergström) da calciatore è entrato a far parte delle giovanili del Gefle senza però riuscire ad arrivare in prima squadra. Tra il 2008 e il 2009 ha giocato due stagioni nella quarta serie nazionale con la maglia del Sandvikens IF, prima di lasciare la Svezia per andare a studiare psicologia negli Stati Uniti. Nel 2011 ha anche collezionato dodici presenze con l'Hofors AIF nel sesto livello del calcio svedese.

### Allenatore
Nell'autunno del 2010 è rientrato dagli Stati Uniti per studiare la stessa materia presso la cittadina di Halmstad.
La sua carriera da allenatore ha avuto inizio nel 2011 quando è diventato assistente allenatore della squadra Under-15 dell'Halmstad, mentre l'anno seguente ha ricoperto il medesimo ruolo continuando con lo stesso gruppo diventato nel frattempo Under-16. Nel 2013 ha assunto da capo allenatore la guida dell'Under-17, nel 2014 è passato alle squadre Under-15 e Under-16, mentre nel biennio 2015-2016 è tornato a guidare la formazione Under-17. Dal 2017 al 2021 è stato il tecnico della squadra Under-19 e allo stesso tempo assistente dell'Under-21. Dal 2021 ha intrapreso il duplice ruolo di capo allenatore della formazione Under-21 e contemporaneamente di head of coaching sempre dell'Halmstad.
Prima dell'inizio della stagione 2022, trascorsa dal club in Superettan, ha fatto il suo ingresso nello staff tecnico della prima squadra diventando assistente del capo allenatore Magnus Haglund. Al termine di quel campionato l'Halmstad ha centrato la promozione ed è tornata a militare in Allsvenskan, la massima serie nazionale, che nel 2023 ha visto la squadra ottenere la salvezza.
Il 27 agosto 2024 la dirigenza ha esonerato Haglund e il suo vice Per Olsson, con il club quartultimo a dieci giornate dalla fine, optando per una soluzione interna con la promozione di Lindholm a capo allenatore. Al termine dell'Allsvenskan 2024 La squadra è riuscita a chiudere l'Allsvenskan 2024 con il raggiungimento dell'obiettivo salvezza, così Lindholm è stato confermato anche per il 2025.